# (8329) Speckman
(8329) Speckman – planetoida z pasa głównego asteroid okrążająca Słońce w ciągu 5 lat i 241 dni w średniej odległości 3,17 au. Została odkryta 22 marca 1982 roku w Europejskim Obserwatorium Południowym przez Henriego Debehogne. Nazwa planetoidy pochodzi od Marka Speckmana (ur. 1955), trenera futbol amerykańskiego zespołu Willamette University, który choć urodził się bez rąk potrafił pokonywać swoją ułomność. Przed nadaniem nazwy planetoida nosiła oznaczenie tymczasowe (8329) 1982 FP3.